# Zaleptus piceus
Zaleptus piceus is een hooiwagen uit de familie Sclerosomatidae.